# Eddie Condon
Albert Edwin (Eddie) Condon (Goodland (Indiana), 16 november 1905 – New York, 4 augustus 1973) was een Amerikaans jazzbanjospeler, -gitarist en orkestleider. Hij was een van de leidende figuren van de opkomst van de dixieland. Ook speelde hij piano en zong hij af en toe.

## Loopbaan
Na een tijd ukelele te hebben gespeeld, stapte Condon over op de banjo en werd rond 1921 een professioneel muzikant. Hij vestigde zich in de jaren twintig in Chicago, waar hij voornamelijk verbleef en samenspeelde met andere jazzmuzikanten als Bix Beiderbecke en Frank Teschemacher.
In 1928 verhuisde Condon naar New York. Hij speelde regelmatig jamsessies voor verschillende platenlabels met onder anderen Louis Armstrong en Fats Waller. Zijn opnamesessies in de studio waren toentertijd ongewoon, hij speelde samen met Waller, Armstrong en Henry Red Allen en speelde een tijd met de band van Red Nichols. In de late jaren dertig speelde hij regelmatig in de jazzclub Nick's, gelegen in Manhattan.
In 1938 tekende hij een contract bij platenlabel Commodore Records.
Tussen 1944 en 1945 verscheen Condon ook tijdens radio-uitzendingen van de New York's Town Hall.
Van 1945 tot 1967 runde Condon zijn eigen jazzclub. In de jaren vijftig nam hij platen op onder Columbia Records.
In 1957 toerde Condon door Groot-Brittannië, samen met Wild Bill Davison, Cutty Cutshall, Gene Schroeder en George Wettling. Zijn laatste tour was in 1964, in Australië en Japan.
In 1948 werd zijn autobiografie We Called It Music uitgegeven en in 1956 Eddie Condon's Treasury of Jazz.
Eddie Condon stierf op 67-jarige leeftijd.